# Leierknurrhahn
Der Leierknurrhahn (Trigla lyra) oder auch Leierhahn genannt ist eine Fischart aus der Unterfamilie der Echten Knurrhähne (Triglinae) in der Familie der Knurrhähne (Triglidae) und der einzige Vertreter der Gattung Trigla.

## Vorkommen
Der Leierknurrhahn lebt auf Sandgrund in Wassertiefen von bis zu 400 Metern. Er kommt im Mittelmeer und im östlichen Atlantik bis zur Kanalküste als nördliche Grenze vor; von Nordbritannien und der Nordsee bis zu der Küste Namibias. Im Schwarzen Meer ist der Leierhahn nicht anzutreffen.

## Merkmale

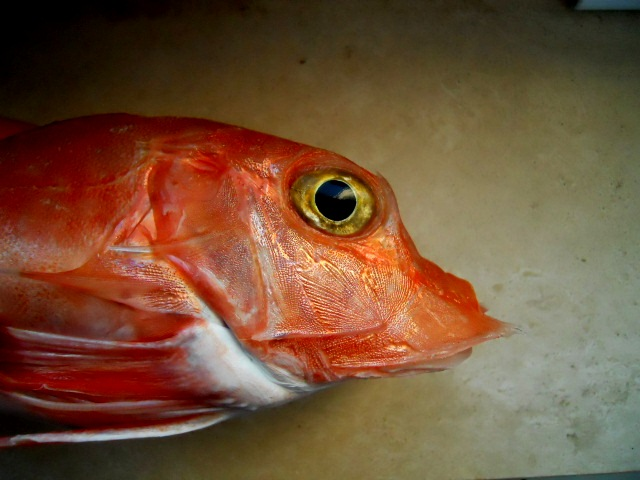
Seitenansicht des Kopfes von Trigla lyra

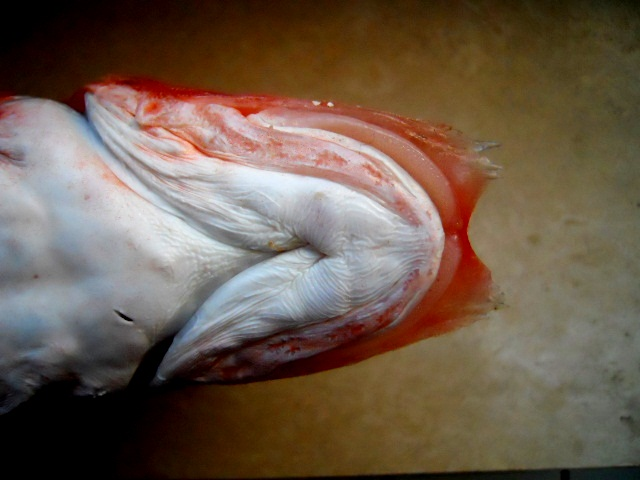
Unterseite des Kopfes von Trigla lyra

Typisch für die Gattung Trigla fehlen bei der Seitenlinie des Leierknurrhahns große, verknöcherte Schilder. Zudem sind die Schuppen der Seitenlinie unbestachelt. Dafür ist die Schnauzenspitze mit 2 gezackten Platten versehen, zwischen denen ein tiefgegabelter Einschnitt vorliegt. Die Länge des Leierknurrhahns beträgt meist 25 bis 40 cm, kann aber auch bis 50 cm erreichen. Der Fisch hat eine rote Färbung, wobei seine 1. Rückenflosse sowie Brust- und Bauchflossen blau gerandet sind. Insgesamt besitzt er zwei Rückenflossen. Die Schnauze ist durch zwei getrennte Plattenlappen nach vorne verlängert. Zudem sind die Seitenplatten des Kopfes mit langen Stacheln versehen, von denen eine bis auf halbe Länge der Brustflosse reicht. Diese Knurrhähneart zeichnet sich zusätzlich durch lange Brustflossen aus, die bis zum ersten Drittel der Afterflosse reichen. Die drei vorderen Strahlen der Brustflossen sind wie bei allen Knurrhähnen freie Strahlen, die als freie biegsame „Füßchen“ fungieren. Diese vergrößerten Strahlen oder auch Stacheln werden zudem als Fühler auf dem Meeresgrund benutzt und sind mit Geschmacksknospen versehen.

## Lebensweise
Der Leierknurrhahn lebt auf dem Meeresgrund und bewegt sich mit Hilfe seiner „Füßchen“ fort. Am Ende dieser je 3 freien fingerförmigen Brustflossen befinden sich Geschmacksknospen, mit deren Hilfe  Beute aufspüren werden kann. Er frisst Krebse, Weichtiere, sowie kleine Fische. Mit Hilfe der wohlentwickelten Schwimmblase kann der Leierknurrhahn, wie jeder Knurrhahn, knurrende Laute unter Wasser erzeugen.
Der Leierknurrhahn laicht im Winter und hat planktische Eier.